# 64A busz (Budapest)
A budapesti 64A jelzésű autóbusz Hűvösvölgy és a Templom tér között közlekedik. A viszonylatot a MÁV Személyszállítási Zrt. üzemelteti. Útvonalát teljesen lefedi a 264-es kivételével a járatcsalád mindegyik tagja (64, 64B, 164, 164B, 964), a 264-essel azonban csak a községházáig azonos az útvonala. Az éjjeli órákban a 964-es busz közlekedik helyette.

## Története
A járatot 2012. augusztus 4-én indították, összehangoltan a 64-es, 164-es és 264-es buszokkal. 2013. február 16-án a járaton bevezették az elsőajtós felszállási rendet. 2014. május 11-én az üzemeltetését a Volánbusz vette át, előtte a Budapesti Közlekedési Zrt. buszai jártak a vonalon.

## Útvonala
| Templom tér felé |
| Hűvösvölgy vá. – Hűvösvölgyi út – Hidegkúti út – Solymár, Rózsika utca – Mátyás király utca – József Attila utca – Dózsa György utca – Templom tér vá.  |
| Hűvösvölgy felé |
| Templom tér vá. – Dózsa György utca – József Attila utca – Mátyás király utca – Rózsika utca – Budapest, Hidegkúti út – Hűvösvölgyi út – Hűvösvölgy vá. |

## Megállóhelyei
Az átszállás kapcsolatok között az azonos, de hosszabb útvonalon közlekedő 64-es, 64B, 164-es és 164B busz nincs feltüntetve.
| 0                                     | Hűvösvölgy végállomás      | 17 | 29, 57, 63, 157, 157A, 257, 264 56, 56A, 59B, 61 Gyermekvasút |
| 0                                     | Bátori László utca         | 15 | 57, 63, 157, 157A, 257                                        |
| 1                                     | Hunyadi János utca         | 14 | 57, 257, 264                                                  |
| 2                                     | Kossuth Lajos utca         | 13 | 57, 257, 264                                                  |
| 3                                     | Kölcsey utca               | 12 | 57, 257, 264                                                  |
| 4                                     | Mikszáth Kálmán utca       | 11 | 57, 257, 264                                                  |
| 5                                     | Községház utca             | 10 | 57, 257, 264                                                  |
| 6                                     | Templom utca (Kultúrkúria) | 10 | 57, 257, 264                                                  |
| 7                                     | Solymári elágazás          | 9  | 57, 257, 264                                                  |
| 8                                     | Szarvashegy utca           | 8  | 264                                                           |
| 9                                     | Örökzöld utca              | 7  | 264                                                           |
| 10                                    | Kökörcsin utca             | 6  | 264                                                           |
| Budapest–Solymár közigazgatási határa |                            |    |                                                               |
| 11                                    | Anna kápolna               | 5  | 264                                                           |
| 12                                    | Munkás utca                | 4  | 264                                                           |
| 13                                    | Bajcsy-Zsilinszky utca     | 3  | 264                                                           |
| 14                                    | Solymár, községháza        | 2  | 264 831                                                       |
| 15                                    | Dózsa György utca          | 1  | 831                                                           |
| 17                                    | Templom tér végállomás     | 0  | 831                                                           |

## Képgaléria

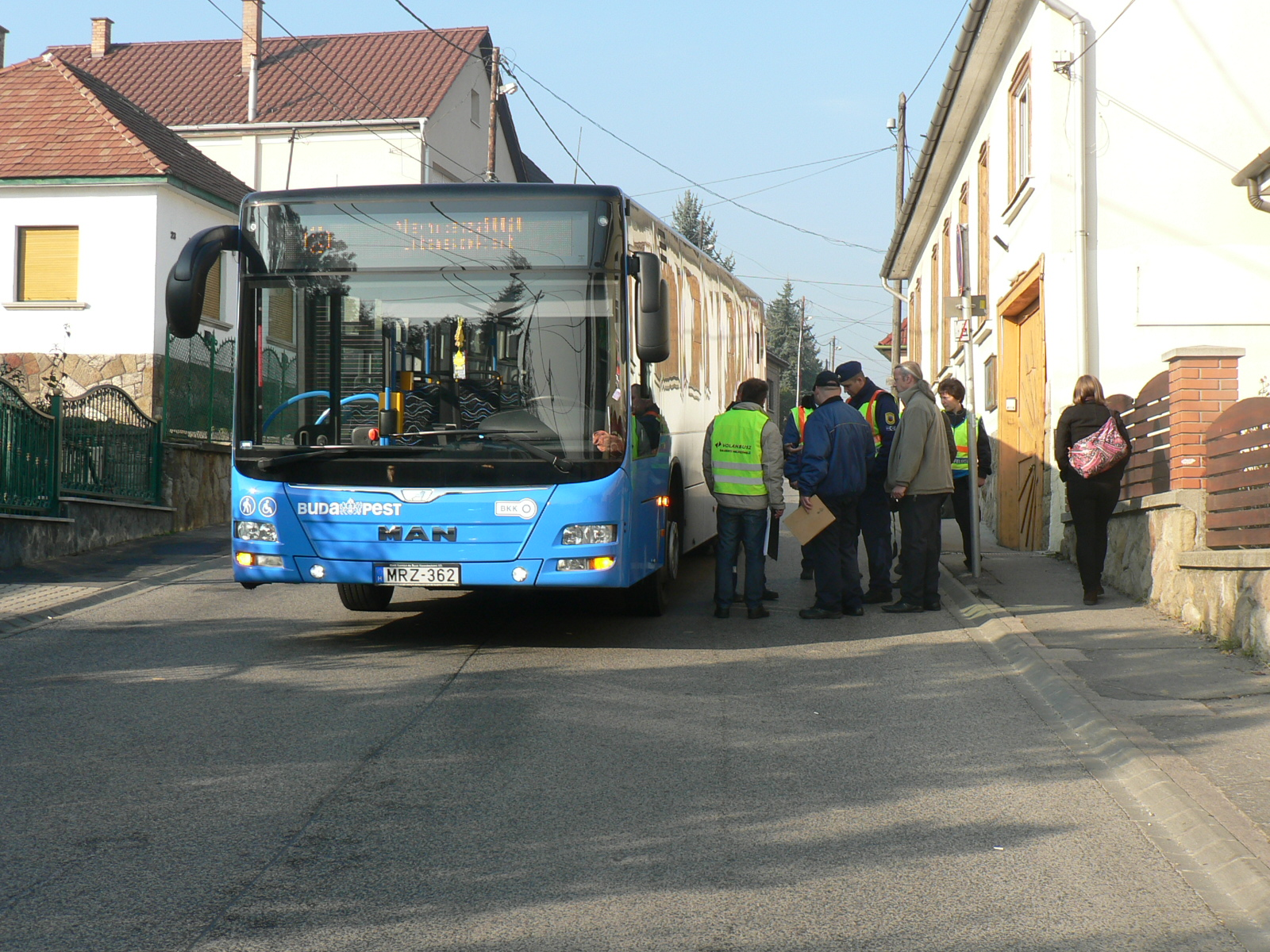
Gázolás helyszínelése a solymári József Attila utcában (2014)